# Tassilo Festetics de Tolna
Tassilo Graf Festetics de Tolna (2 de junio de 1813 - 7 de febrero de 1883) fue un oficial de la corte real austríaca y General de Caballería austríaco, que comandó el IV Cuerpo de Ejército austríaco durante la guerra austro-prusiana.

## Biografía
Nacido en Viena en el seno de la familia noble Festetics de Tolna, Tassilo Festetics era nieto del pionero agricultor György Festetics. En 1827 ingresó en el Regimiento de Caballería Ligera N.º 2 como teniente segundo. Sirvió en el ejército hasta que abandonó el servicio activo el 15 de febrero de 1846. Llamado de nuevo, tomó parte en la supresión del levantamiento de Cracovia y en la campaña en Italia en 1849. El 31 de julio de 1849 retornó al servicio activo como teniente coronel y desde septiembre de 1849 hasta julio de 1857 comandó el Regimiento de Húsares N.º 7.
El 25 de julio de 1857, fue promovido a mayor general y el 3 de abril de 1858 recibió el mando de una brigada en el V Cuerpo de Ejército. Lideró su brigada en la batalla de Solferino. Por su actuación, recibió la Orden de la Corona de Hierro, 2.ª Clase. El 21 de enero de 1864 fue promovido a Teniente Mariscal de Campo.
Durante la guerra austro-prusiana de 1866, recibió el mando del IV Cuerpo de Ejército, que era parte del Ejército del Norte, y lo lideró en la batalla de Königgrätz, donde fue herido por metralla en un pie.
El 3 de octubre de 1866, recibió la Gran Cruz de la Orden de Leopoldo y el 15 de agosto de 1869 le fue concedida la Orden del Toisón de Oro. El 20 de abril de 1879 fue promovido a General de Caballería.
Tassilo Festetics de Tolna murió el 7 de febrero de 1883 en Petrovaradin.